# Callogobius sclateri
Callogobius sclateri es una especie de peces de la familia de los Gobiidae en el orden de los Perciformes.

## Morfología
Los machos pueden llegar a alcanzar los 5 cm de longitud total.

## Distribución geográfica
Se encuentra desde el África Oriental hasta las Islas de la Sociedad, el sur del Japón, Australia (Queensland), las Islas Marianas yeIslas Marshall.

## Observaciones
Es inofensivo para los humanos.